# Берекское водохранилище
Берекское водохранилище — среднее русловое водохранилище на реке Береке. Расположено в Первомайском районе Харьковской области. Водохранилище построено в 1973 году по проекту Киевского института ВНИПИСельЕлектро, и реконструировано в 1976 году по проекту института Харкивдипроводгосп. Назначение — орошение и рыборазведение. Вид регулирования — многолетнее.

## Основные параметры водохранилища
- Нормальный подпорный уровень — 106,20 м;
- Форсированный подпорный уровень — 107,45 м;
- Полный объем — 9 250 000 м³;
- Полезный объем — 6 250 000 м³;
- Длина — 5,90 км;
- Средняя ширина — 0,48 км;
- Максимальные ширина — 0,70 км;
- Средняя глубина — 2,80 м;
- Максимальная глубина — 36,2 м.

## Основные гидрологические характеристики
- Площадь водосборного бассейна — 250,0 км².
- Годовой объем стока 50 % обеспеченности — 12 900 000 м³.
- Паводковый сток 50 % обеспеченности — 10 200 000 м³.
- Максимальный расход воды 1 % обеспеченности — 151 м³/с.

## Состав гидротехнических сооружений
- Глухая земляная плотина длиной — 697 м, высотой — 7,7 м, шириной — 6 м. Заделка верхового откоса — 1:8, низового откоса — 1:2.
- Шахтный водосброс из монолитного железобетона . Шахта овоидального сечения с проточной частью площадью 71 м².
- Рекомендуемые водосброс отверстием 2×0,8 м перекрыт Шандор.
- Водоотводный тоннель трёхпотоковый сечением 3(2×3) м.

## Использование водохранилища
Водохранилище предусмотрено для эксплуатации в сети оросительных систем Первомайского района для обеспечения подачи воды на полив 2430 га орошаемых земель. Подача воды осуществлялась на оросительные системы ВС в совхозе «Комсомольская Правда» и ВС в совхозах «Коммунар — Первое Мая». В настоящее время используется для рыборазведения частным предприятием ООО «Рыбхоз».

## Использование водохранилища для орошения
Оросительная система в совхозе «Комсомольская правда» площадью 1001 га введена в эксплуатацию в 1974 году для увеличения урожайности фруктовых садов. Орошение предполагалось выполнять оросительным способом с помощью 21 дождевальных машин. В настоящее время стальной магистральный трубопровод длиной 2,6 км и диаметром 630 мм демонтирован. В 2003 году было списано 845 га, осталось 156 га.
Оросительная система в совхозах «Коммунар — 1 Мая» площадью 1426 га введена в эксплуатацию в 1976 году для повышения урожайности сельскохозяйственных культур. Воду на полив предполагалось подавать по магистральному трубопроводу МТ-2 общей протяжённостью — 7,8 км. Водозабор на полив сельскохозяйственных культур осуществляется Главной насосной станцией, которая расположена в верхнем бьефе водохранилища. Здание насосной станции полузаглубленного типа, производительность — 1,09 м³/с.